# La Horra
La Horra est une ville située dans le Nord de l’Espagne, comarca de Ribera del Duero, dans la Communauté autonome de Castille-et-León, province de Burgos. Cette localité est également vinicole, connue par ses caves de l’AOC Ribera del Duero.